# Áo khoác

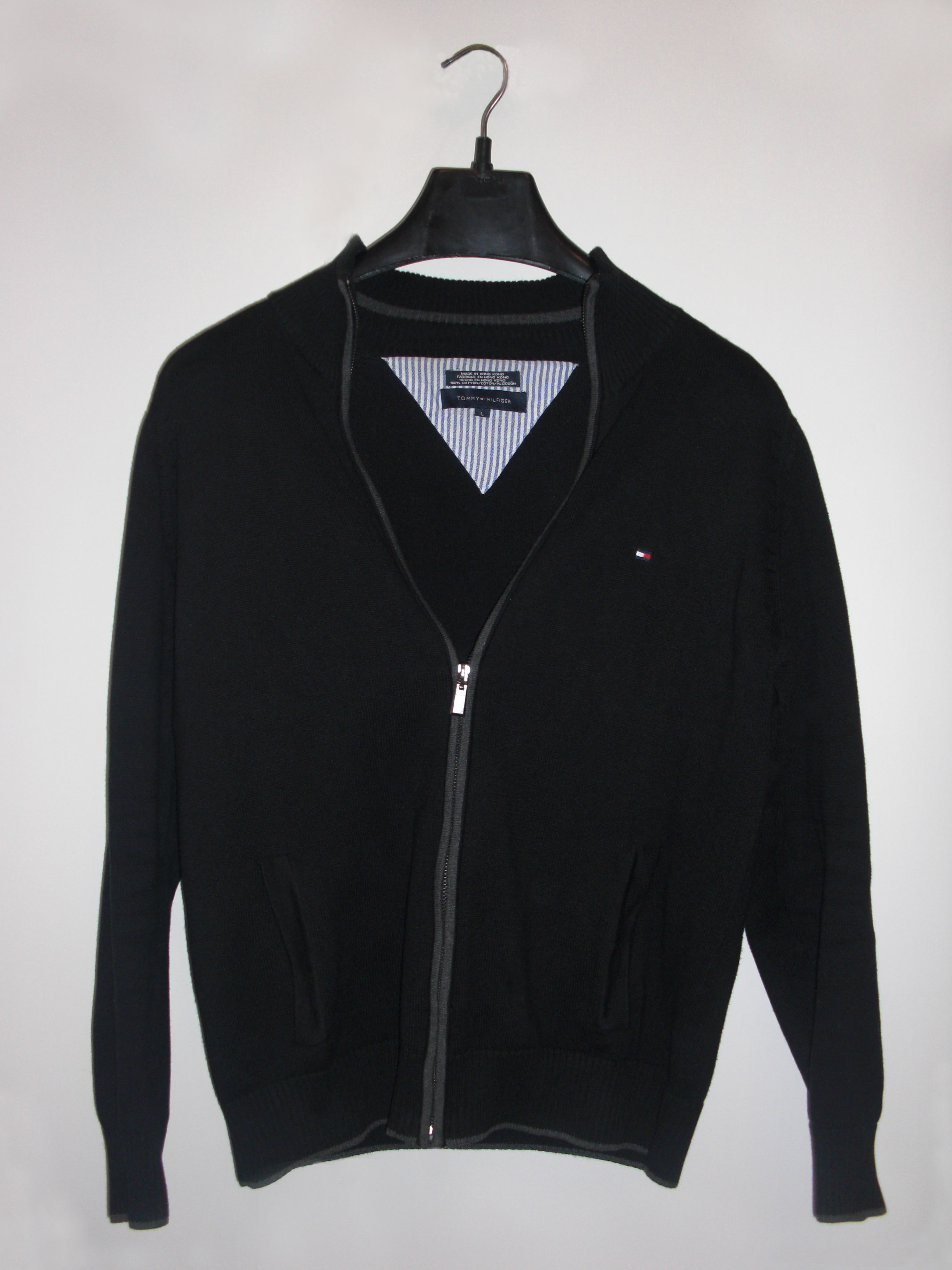
Áo khoác thun

Áo khoác là loại áo mặc bên ngoài, được sử dụng bởi cả nam và nữ, nhằm mục đích giữ ấm hoặc tạo tính thời trang. Áo khoác thường có thiết kế với tay áo dài và phần thân áo dài hơn các loại áo thông thường. Tùy từng loại áo khoác mà các nhà thiết kế sẽ sử dụng khuy áo, dây kéo phéc-mơ-tuya, dây đai lưng, đóng bằng nút bấm, dây kéo...hoặc sự kết hợp của một số loại trên.

## Chất liệu
Tùy thuộc các loại, dạng áo khoác khác nhau mà nhà sản xuất cho ra đời các mẫu, kiểu dáng, màu sắc phù hợp. Chất liệu có thể là: len, sợi bông, vải nỉ.

## Các loại áo khoác thông dụng
Qua thời gian, có rất nhiều loại áo khoác khác nhau đã được thiết kế. Người dùng thông thường quen gọi chung là "áo khoác", mặc dù mỗi kiểu áo trong số này thường có tên gọi riêng.
Áo khoác có thể chia thành hai loại: là "áo khoác" nhẹ và "áo khoác" nặng. Các mẫu áo khoác nhẹ có tác dụng cản gió và chống nước, các mẫu áo khoác nặng còn có tác dụng làm ấm.

### Các mẫu áo khoác nhẹ
Một vài loại áo khoác nhẹ phổ biến trên thế giới:
| Loại | Mô tả |
| ---- | --- |
|      | Áo gió là một chiếc áo khoác mỏng hơn, nhẹ hơn và ít thấm nước, làm từ PVC (vải dù) hoặc nylon. Không giống như các loại áo khoác khác là giữ ấm cơ thể khi trời rét, loại vải may áo này cho người mặc thoải mái và mát hơn, tránh gió và có thể mặc khi trời nóng. Nó được sản xuất vào năm 1965 bởi Leon-Claude Duhamel.             |
|      | Áo khoác phao hay còn gọi là áo béo, là loại áo khoác dày, có mũ trùm đầu. Áo được may bằng loại vải không thấm nước, chống lại thời tiết rét lạnh và gió. Nguồn gốc của loại áo khoác này bắt nguồn từ quần đảo Aleut |
|      | Áo Cardigan |
|      | Áo khoác bóng chày có nguồn gốc từ câu lạc bộ thể thao của trường đại học Harvard. Chức năng ban đầu của nó là sự kết hợp màu sắc, chữ và logo được sử dụng để nhận biết thuộc về một trường đại học nào đó, hoặc thuộc về một đội thể thao của một trường cao đẳng. Ngày nay áo khoác bóng chày trở thành kiểu áo thời trang phổ biến. |
|      | Áo khoác trùm đầu (hay hoodie) là loại áo có mũ trùm đầu, với dạng không có dây kéo khóa trước ngực, người mặc phải chui đầu vào áo giống như mặc chiếc áo thun và có thể có thun để bo cổ tay lại cho ấm. |
|      | Trench coat, hay còn gọi là áo choàng đi mưa. Thomas Burberry đã phát triển chất liệu gabardine chống thấm nước và chống rách vào năm 1888. Trong quá khứ, áo khoác trenchcoat phát triển từ trong quân sự với các khoen nhỏ bằng kim loại trên thắt lưng, để gắn lựu đạn trước áo.                                                     |

### Các mẫu áo khoác nặng
| Loại | Mô tả |
| ---- | --- |
|      | Áo khoác Duffle là một laọi áo khoác làm từ loại vải thô, dày, chất liệu len. Xuất phát từ tên Duffel, một thị trấn ở tỉnh Antwerp tại Bỉ. Vào những năm 1850 loại áo khoác này phổ biến khắp châu Âu, đặc biệt là với học sinh. |
|      | Áo khoác Crombie là chiếc áo khoác có khía ve áo giống áo vest, có nguồn gốc từ thế kỷ cuối 19, trang phục phù hợp với môn săn bắn và cưỡi ngựa. |
|      | Greatcoat một loại áo khoác lớn choàng vai, loại áo khoác này là đặc trưng của quân đội châu Âu, đặc biệt là Liên Xô cũ. |
|      | Áo măng tô |
|      | Cape là tên gọi có nguồn gốc từ tiếng Pháp và đã xuất hiện từ rất lâu ở châu Âu, dùng để chỉ loại áo khoác có kiểu dáng giống áo choàng của lớp quý tộc phương Tây xưa. Ban đầu, áo Cape chỉ là những tấm khăn bản lớn để choàng lên người nhưng về sau dần được biến đổi thành kiểu áo khoác không tay hoặc có phần tay áo và cầu vai biến tấu, thiết kế mở rộng hơn như cánh dơi. |